# Kanton Villeneuve-sur-Lot-1
Villeneuve-sur-Lot-1 is een kanton van het Franse departement Lot-et-Garonne. Het kanton maakt deel uit van het arrondissement  Villeneuve-sur-Lot en telde 15.521 inwoners in 2018.
Het kanton werd gevormd ingevolge het decreet van 26 februari 2014 met uitwerking op 22 maart 2015.

## Gemeenten
Het kanton omvat de volgende gemeenten:
- Lédat
- Villeneuve-sur-Lot  (deel: rechteroever)